# Шаблони за дизайн
Шаблоните за дизайн (англ: Software design pattern) представляват концепция, предназначена за разрешаване на често срещани проблеми в обектно ориентираното програмиране. Тази концепция предлага стандартни решения за архитектурни и концептуални проблеми в компютърното програмиране.
Тук не става въпрос за конкренти алгоритми или част от програмен код. Шаблоните за дизайн са независими от програмния език. Те представляват архитектурни решения на вече познати и много често срещани проблеми в програмирането. Може да се каже, че шаблоните за дизайн представляват средство за прилагане на световния опит на програмисти и аналитици.

## Шаблони

### Създаващи шаблони
| Наименование                              | Описание | В книгата Шаблони за дизайн (Design Patterns) | В книгата Code Complete |
| ----------------------------------------- | --- | --------------------------------------------- | ----------------------- |
| Абстрактна Фабрика (Abstract Factory)     | Предоставя интерфейс за създаване на семейства от обекти без да са посочени техните конкретни класове.                                             | Ok                                            | Ok                      |
| Метод Фабрика (Factory method)            | Дефинира интерфейс за създаване на обекти, но оставя на подкласовете да решат от кои класове да направят инстанции.                                | Ok                                            | Ok                      |
| Строител (Builder)                        | Разделя създаването на сложен обект от неговото представяне, така че един и същи процес да може да създава обекти с различно представяне.          | Ok                                            | Не                      |
| Късна инициализация (Lazy initialization) | Отлагане във времето на създаването на обект, изчисляването на стойност или на някакъв друг отнемащ ресурси процес, до момента в който не е нужен. | Не                                            | Не                      |
| Object pool                               | Предотвратява скъпо заделяне или освобождаване на ресурс чрез рециклиране на обекти с кратък живот.                                                | Не                                            | Не                      |
| Прототип (Prototype)                      | Определя прототипна инстанция на някакъв вид обект и създава нови обекти чрез копиране на прототипа.                                               | Ok                                            | Не                      |
| Сек (Singleton)                           | Осигурява клас, който може да има само една-единствена инстанция и предоставя глобален достъп до нея.                                              | Ok                                            |                         |

### Структурни шаблони
| Наименование           | Описание | В книгата Шаблони за дизайн (Design Patterns) | В Code Complete |
| ---------------------- | --- | --------------------------------------------- | --------------- |
| Адаптер (Adapter)      | Конвертира интерфейса на даден клас към друг интерфейс, който е очакван от клиента. Адаптерът оставя класовете да работят заедно. Това е необходимо заради несъвместимостта им.    | Ok                                            | Ok              |
| Мост (Bridge)          | Отделя абстракцията от нейната имплементация, така че двете могат да бъдат променяни независимо.                                                                                   | Ok                                            | Ok              |
| Композиция (Composite) | Композиране на обекти в дървовидни структури за представяне на йерархии от елементи.                                                                                               | Ok                                            | Ok              |
| Декоратор (Decorator)  | Динамично добавя допълнителни отговорности на обект, като запазва интерфейса му. Декораторите предоставят гъвкава алтернатива на наследяването за разширяване на функционалността. | Ok                                            | Ok              |
| Фасада (Facade)        | Предоставя уеднаквен интерфейс за редица интерфейси. Фасадата дефинира интерфейс от по-високо ниво, което прави по-лесна употребата на подсистемата.                               | Ok                                            | Ok              |
| Миниобект (Flyweight)  | Използва поделяне за ефективна поддръжка на голям брой малки обекти. | Ok                                            | Не              |
| Пълномощно (Proxy)     | Предоставя заместник на друг обект, за да се контролира достъпа до него. | Ok                                            | Не              |

### Поведенчески шаблони
| Наименование                                  | Описание | В книгата Шаблони за дизайн (Design Patterns) | В Code Complete |
| --------------------------------------------- | --- | --------------------------------------------- | --------------- |
| Верига отговорности (Chain of Responsibility) | Избягва обвързването на изпращача на дадена заявка с получателя ѝ, като дава възможност на няколко обекта да обработят заявката. Свързва заедно приемащите обекти и предава заявката по веригата, докато някой от тях я обработи.         | Ok                                            | Не              |
| Команда (Command)                             | Капсулира дадена заявка във вид на обект. Това позволява свързването на клиента с различни заявки или опашки, както и поддръжка на функция за връщане на промените (undo).                                                                | Ok                                            | Не              |
| Интерпретатор (Interpreter)                   | Даден език дефинира своята граматика, също така и интерпретатор, който използва граматиката, за да интерпретира изречения написани на този език.                                                                                          | Ok                                            | Не              |
| Итератор (Iterator)                           | Предоставя начин за последователен достъп до елементите на обект, без да е нужна вътрешна информация за обекта. | Ok                                            | Ok              |
| Посредник (Mediator)                          | Дефинира обект който капсулира връзките между списък от обекти. Медиаторът поддържа шаблона Разхлабени връзки (loose coupling) като предпазва директно обвързване между обектите, давайки възможност това да се случва на по-високо ниво. | Ok                                            | Не              |
| Спомен (Memento)                              | Без да нарушава капсулацията на даден обект, прихваща и изважда вътрешното му състояние с цел да бъде възвърнато това състояние в по-късен етап.                                                                                          | Ok                                            | Не              |
| Празен обект (Null Object)                    | Проектиран е да действа като стойност по подразбиране на даден обект. | Не                                            | Не              |
| Наблюдател (Observer)                         | Дефинира зависимост „един към много“ между обектите, така че ако един обект промени състоянието си, всички зависими от него обекти да бъдат известени и обновени автоматично.                                                             | Ok                                            | Ok              |
| Състояние (State)                             | Позволява на даден обект да променя поведението си при промяна на вътрешното му състояние. Изглежда все едно обектът е променил класа си.                                                                                                 | Ok                                            | Не              |
| Стратегия (Strategy)                          | Дефинира семейство от капсулирани алгоритми и ги прави взаемозаменими. Стратегията позволява промяна на алгоритмите, независимо от клиента, който ги използва.                                                                            | Ok                                            | Ok              |
| Спецификация (Specification)                  | | Не                                            | Не              |
| Шаблонен метод (Template method)              | Дефинира скелет на алгоритъм в дадена операция, като оставя някои стъпки за подкласовете. Шаблонният метод позволява на подкласовете да предефинират някои стъпки на даден алгоритъм, без да променят структурата му.                     | Ok                                            | Ok              |
| Посетител (Visitor)                           | Посетителят предоставя възможност за дефиниране на нова операция, без да се променя класа на елемента върху който се извършва операцията.                                                                                                 | Ok                                            | Не              |

### Архитектурни шаблони
- Model-View-Controller